# Hypostrymon
Hypostrymon is een geslacht van vlinders van de familie Lycaenidae, uit de onderfamilie Theclinae.

## Soorten
- H. aepeona (Draudt, 1920)
- H. asa (Hewitson, 1868)
- H. critola (Hewitson, 1874)
- H. renidens (Draudt, 1920)